# 雷·威廉·約翰遜
雷·威廉·約翰遜（英語：Ray William Johnson，1984年8月14日—）是一名來自美國的Vlogger。他最有名的節目是在影片網站YouTube上的《等於三》（Equals Three，即表情符號「=3」），在這個節目中，他會介紹一些「病毒影片」（Viral videos，即熱門影片，因傳播速度如病毒般而得名）。在該節目介紹過的影片，都帶給病毒影片一些額外的點擊率。截至2012年1月，他的頻道「RayWilliamJohnson」是在YouTube上次多訂閱人數的頻道， 包括超過520萬名訂閱者以及15億的影片總點擊率。一份刊物提到，在2011年2月，六段最多觀看次數的影片都是他的 。

## 背景
當雷在哥倫比亞大學追求在法律界工作的夢想時，他開始在YouTube上看影片，而他打算自己也製作一些影片。他察覺到，人們瀏覽YouTube不外乎有兩個原因：觀看病毒影片，或是他們最喜歡的Vlogger的影片。除後，他把兩種風格結合，他的第一段影片《等於三》便成形了。

## 《等於三》系列
在《等於三》（風格化了成「=3」）中，雷·威廉·約翰遜評論或批評一些最近在網絡上病毒影片，這個節目會在逢星期二及星期五上傳。在這些影片中，約翰遜會叫觀眾送出一些「每天問題」（Comment question of the day）來與他們互動，然後在下一集展示一些他最喜歡的答案或回應。《等於三》是YouTube上最多訂閱者的頻道，包含超過500萬名訂閱者，而且已被吉尼斯世界纪录大全認可。由於他非常有名，所有的《等於三》影片經常在一週內擁有超過100萬點擊率，而且經常在YouTube的首頁上出現。約翰遜已經能夠利用他的知名度來帶紅其他在節目上的嘉賓包括 加布里埃爾·西亞斯、卡爾·賓、瑪格麗特·趙和約翰·趙。

## 外部連結
- 官方網站